# Nelumbo nucifera
Nelumbo nucifera, cunoscută și sub simplul nume de lotus, este una din cele două specii de plante acvatice existente din familia Nelumbonaceae. 
Plantele de lotus sunt adaptate să crească în zonele inundabile ale râurilor lente și zonele de deltă. Plantele produc sute de mii de semințe în fiecare an, care cad pe fundul iazurilor. În timp ce unele germinează imediat, iar cele mai multe sunt consumate de animale sălbatice, restul semințelor pot rămâne inactive pentru o perioadă lungă de timp, cât iazul este uscat. În timpul inundațiilor, sedimentele care conțin aceste semințe sunt înmuiate, iar semințele latente se rehidratează și creează o nouă de lotus. În condiții favorabile, semințele acestor plante acvatice perene pot rămâne viabile timp de mulți ani. Cele mai vechi semințe de lotus înregistrate care au germinat aveau 1.300 de ani, fiind recuperate dintr-un lac uscat din nord-estul Chinei.
Planta are un areal nativ foarte larg, din India centrală și de nord (la altitudini de până la 1400 m în sudul munților Himalaya), până în Indochina de nord și Asia de Est, spre nord până în regiunea Amur (populațiile rusești au fost uneori menționate ca „Nelumbo komarovii”), cu populații izolate la Marea Caspică. Astăzi specia este întâlnită și în sudul Indiei, Sri Lanka, practic toată Asia de sud-est, Noua Guinee și nordul și estul Australiei, deși acest lucru este, probabil, rezultatul unei translocații umane. Cultivarea plantei are o istorie foarte lungă, de c. 3000 de ani, datorată în speță semințelor sale comestibile. Este frecvent cultivată în grădini de apă. Este floarea națională a Indiei și a Vietnamului.

## Clasificare
Lotusul este adesea confundat cu nuferii adevărați de genul Nymphaea, în special N. caerulea, „lotusul albastru”. De fapt, mai multe sisteme mai vechi, precum Bentham & Hooker, care este utilizat pe scară largă în subcontinentul indian, se referă la lotus cu vechiul sinonim Nymphaea nelumbo.

## Botanică

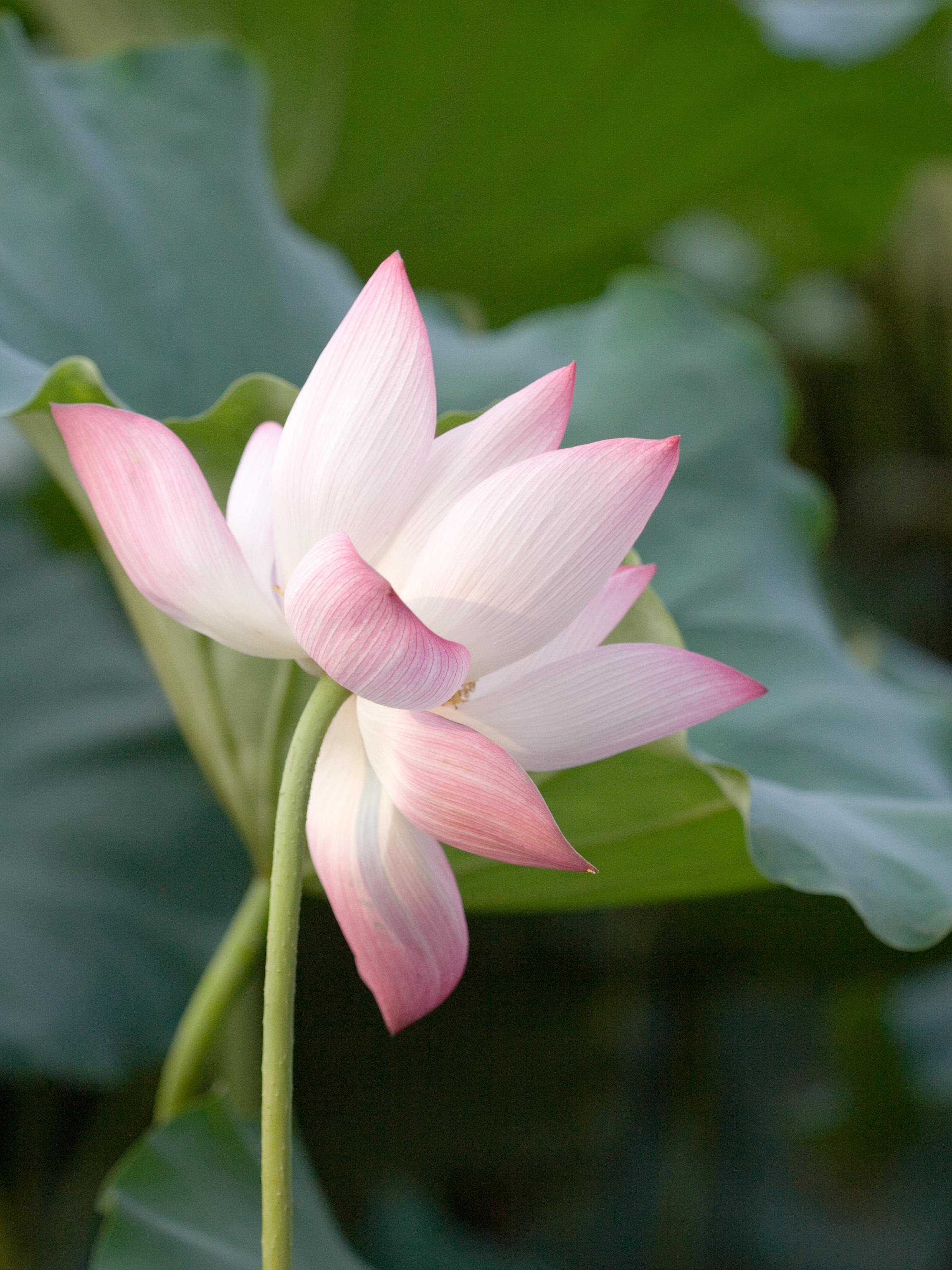
Planta de lotus

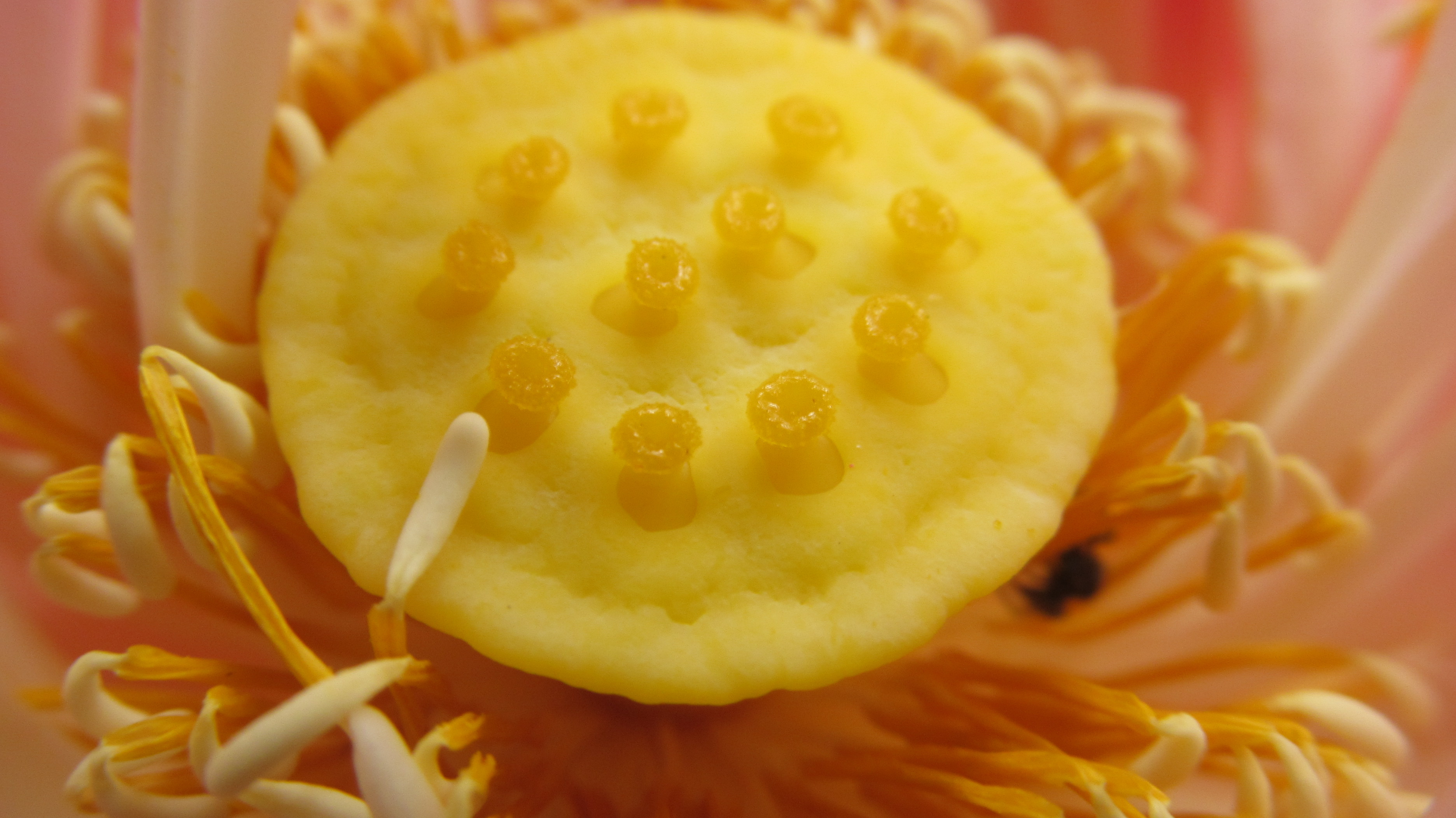
Receptacul carpelar de lotus

Rădăcinile de lotus sunt ancorate în fundul iazurilor sau râurilor, în timp ce frunzele plutesc pe suprafața apei sau sunt susținute deasupra luciului. Florile sunt de obicei găsite pe tulpini groase, care cresc cu câțiva centimetri deasupra frunzelor. Tulpinile frunzelor (pețiolurile) pot avea până la 2 metri lungime, ceea ce permite plantelor să crească în apă adânci și o răspândire orizontală de 1 m. Frunzele pot avea până la 80 cm în diametru, în timp ce flori distincte pot avea până la 30 cm în diametru.
Unele cercetări raportează că lotusul are capacitatea remarcabilă de a-și regla temperatura florilor într-un interval îngust într-un mod similar oamenilor și altor animale cu sânge cald. Roger S. Seymour și Paul Schultze-Motel, fiziologi de la Universitatea din Adelaide, Australia, au descoperit că florile de lotus care înfloreau în Grădina  Botanică Adelaide mențineau o temperatură constantă de 30–35 °C, chiar și atunci când temperatura aerului scădea la 10 °C. Autorii suspectează că florile pot face acest lucru pentru a atrage insecte polenizatoare cu sânge rece. Studii publicate în revistele Nature și Philosophical Transactions: Biological Sciences în 1996 și 1998 conțin contribuții importante în domeniul plantelor termoregulate, generatoare de căldură. Sunt cunoscute alte două specii capabile să își regleze temperatura: Symplocarpus foetidus și Philodendron selloum.
Un individ de lotus poate trăi peste o mie de ani și are capacitatea rară de a se revigora după stază. În 1994, o sămânță dintr-un lotus sacru, datat la aproximativ 1.300 de ani ± 270 de ani vechime, a fost germinat cu succes.
Tradiționalul Lotus Sacru este rudă îndepărtată cu Nymphaea caerulea, dar posedă o chimie similară. Nymphaea caerulea și Nelumbo nucifera conțin alcaloizii nuciferină și aporfină.
Genomul lotusului sacru a fost secvențiat în mai 2013.

## Compoziție chimică
În frunzele plantei se găsesc flavonolul miquelianină, precum și alcaloizii (+)-(1- R)-coclaurină și (−)-(1S)-norcoclaurină. Planta conține, de asemenea, nuciferină, neferine și mulți alți alcaloizi benzilisoquinolinici cu proprietăți medicinale.

## Semnificație culturală și religioasă

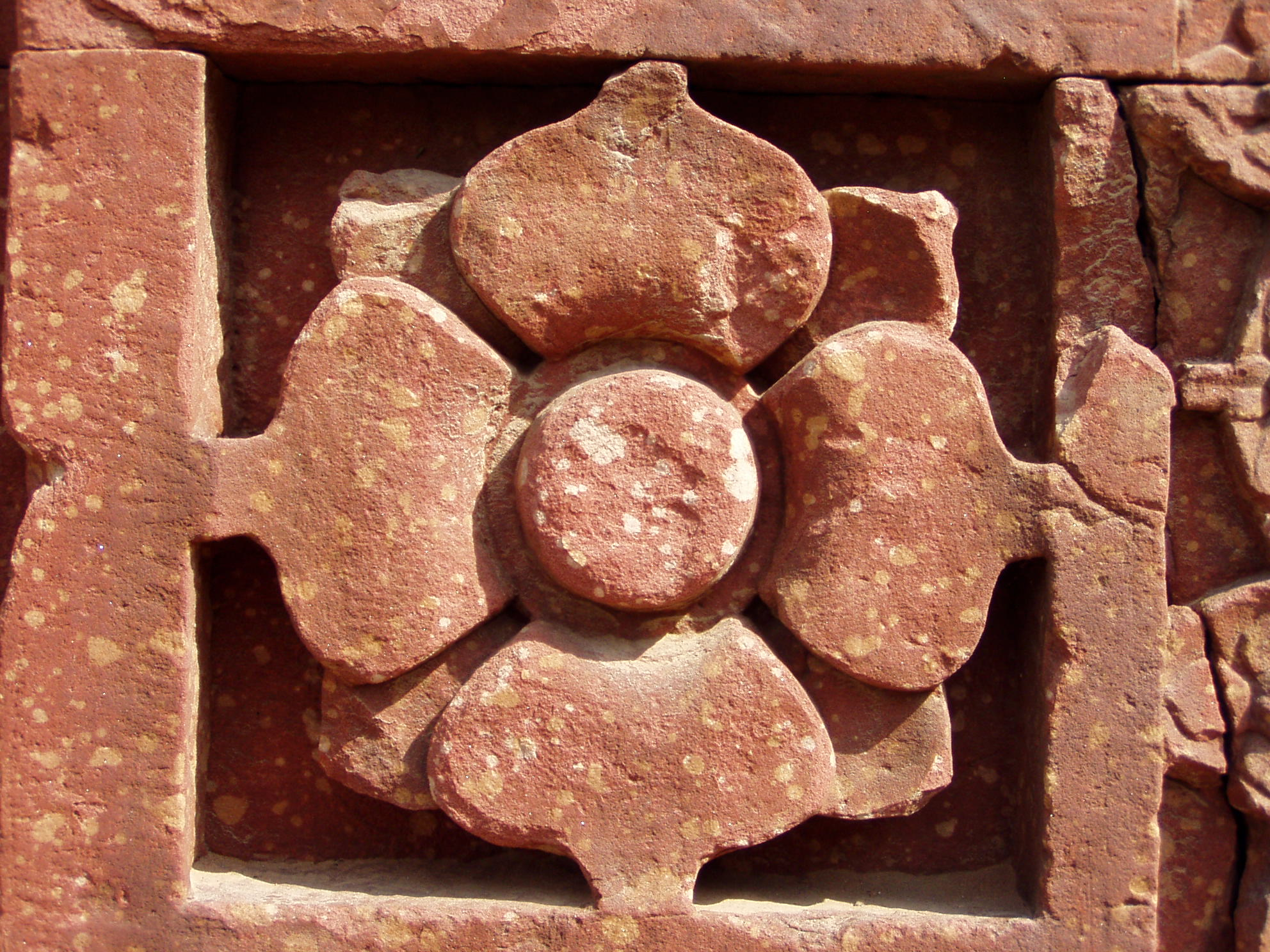
Un motiv indian de lotus pe un templu hindus. Nelumbo nucifera este floarea națională a Indiei.

Nelumbo nucifera este specia de lotus sacru pentru hinduși și budiști. În arta asiatică, un tron de lotus este o floare de lotus stilizată utilizată drept scaun sau bază pentru o persoană importantă. Este un piedestal obișnuit pentru personajele divine în arta budistă și hindusă și de multe ori întâlnit în arta Jain. Originar din arta indiană, a urmat religiile indiene înspre Asia de Est. Florile de lotus sunt, de asemenea, ținute în mână de aceste personaje.